# Castello di Kantara
Il castello di Kantara è il più orientale dei tre castelli medievali situati sulla catena montuosa di Kyrenia, a Cipro.
Trovandosi ad un'altitudine di 630 metri sul livello del mare, a nordest del villaggio omonimo, il castello è ben posizionato per sorvegliare le entrate alla penisola di Karpassia e alla pianura della Messaria.
Il nome "Kantara" deriva probabilmente dall'arabo qantara, che significa "piccolo ponte".

## Storia
Il castello fu costruito dai bizantini durante il X secolo, come vedetta contro i pirati arabi. Viene menzionato per la prima volta in relazione alla conquista di Cipro da parte di Riccardo Cuor di Leone, nel 1191. In quell'anno, infatti, l'imperatore bizantino  Isacco Comneno si rifugiò nel castello di Kantara.
Successivamente, nel 1228, i realisti ridussero così male le mura che dovettero essere interamente ricostruite.
In seguito, i nobili del luogo utilizzarono il castello come residenza di caccia; si usava infatti cacciare capre di montagna con l'aiuto di leopardi addomesticati.